# Liste der deutschen Truppenübungsplätze im Generalgouvernement
Die Liste der deutschen Truppenübungsplätze im Generalgouvernement nennt die Truppenübungsplätze, die Deutschland in der Zeit der deutschen Besetzung Polens von 1939 bis 1945 im Generalgouvernement unterhalten hat.

## Liste

### Heer
- Truppenübungsplatz Galizien bei Lemberg
- Truppenübungsplatz Mitte bei Radom
- Truppenübungsplatz Reichshof bei Reichshof (Rzeszów)
- Truppenübungsplatz Rembertow bei Warschau
- Truppenübungsplatz Süd bei Mielec

### Waffen-SS
- SS-Truppenübungsplatz Heidelager bei Blizna

### Luftwaffe
- Großer Luftwaffenübungsplatz Gorno neben dem Truppenübungsplatz Süd bei Mielec gelegen.
- Großer Luftwaffenübungsplatz Radom neben dem Truppenübungsplatz Mitte bei Radom gelegen.